# Raión de Amvrosivka
Raión de Amvrosivka (en ucraniano: Амвросіївський район) es un antiguo raión o distrito de Ucrania en el óblast de Donetsk. La capital fue la ciudad de Amvrosivka.
Comprende una superficie de 1500 km².

## Demografía
Según estimación 2010 contaba con una población total de 49900 habitantes.

## Otros datos
El código KOATUU es 1420600000. El código postal 87300 y el prefijo telefónico +380 6259.